# Tigranes VI de Armenia

Extensión del Reino de Armenia en su periodo de máximo esplendor.

Tigranes VI de Armenia, Gaius Julius Tigranes (en griego: Γαίος Ιούλιος Τιγράνης, en armenio: Տիգրան), (antes de 25 – después de 68), fue un príncipe herodiano que sirvió como rey cliente romano del Reino de Armenia entre los años 58 y 63.

## Biografía
Tigranes era de ascendencia judía, nabatea, edomita, griega, armenia, y parta. Era hijo de Alejandro de Judea. Su tío era Tigranes V. Sus abuelos eran Alejandro y Glafira.
Durante la primavera de 58, el general Cneo Domicio Corbulón entró en Capadocia y Armenia avanzando hacia Artaxata, mientras Farsman I de Iberia y Antíoco IV de Comagene atacaban desde el norte y el sudoeste respectivamente. Tiridates I huyó de su capital, que fue incendiada por los soldados de Corbulón. Durante el verano Corbulón avanzó hacia Tigranocerta, que le abrió su puertas, resistiéndole únicamente una ciudadela.
La mayoría de los armenios habían abandonado la resistencia y se veían predispuestos a aceptar a un monarca designado por Roma. Nerón concedió la corona al último descendiente de los reyes de Capadocia, nieto de Glafira, la hija de Arquelao de Capadocia, y Alejandro de Judea, (hermano de Herodes Arquelao e hijo de Herodes el Grande).
El nuevo rey asumió el nombre de Tigranes, por su tío Tigranes V. Su hijo, llamado Alejandro, se casó con Iotapa, hija de Antíoco IV de Comagene, y fue nombrado rey de Cilicia. Tigranes atacó al pequeño país vasallo de los partos, Adiabene, y depusó a su rey, Monobazes. El rey parto Vologases I consideró esto como un acto de agresión por parte de Roma y pasó a la acción atacando Armenia y sitiando Tigranocerta.
Finalmente los partos firmaron un tratado de paz con Domicio Corbulón que estipulaba que se repondría en el trono al hermano de Vologases, Tiridates y que este se dirigiría a Roma para ser coronado por el propio emperador Nerón. En 63, Tigranes se vio obligado a renunciar a su corona.